# Стъкловидно тяло
Стъкловидното тяло е анатомична структура във вътрешността на окото на много гръбначни, включително и на човека. То е прозрачен гел, запълващ пространството в очната ябълка между очната леща и ретината. пихтиесто вещество. През него преминават светлинните лъчи до ретината.